# Cyaniris antrochina
Cyaniris antrochina är en fjärilsart som beskrevs av Lederer. Cyaniris antrochina ingår i släktet Cyaniris och familjen juvelvingar. Inga underarter finns listade i Catalogue of Life.